# سینما فرهنگ (سمنان)
سینما فرهنگ یک سینما در سمنان، ایران است.
این سینما که دارای ۳۶۰ نفر ظرفیت می‌باشد در سال ۱۳۹۲ پس از نوسازی و تجهیز بازگشایی شده‌است.